# 仁河口镇
仁河口镇，是中华人民共和国陕西省安康市旬阳市下辖的一个行政建制镇。2011年，陕西省人民政府调整全省乡镇，以仁河口乡为仁河口镇。

## 行政区划
仁河口镇下辖以下地区：
仁河口村、桥上村、水泉村、王莽山村、瓦屋场村、枫坪村、段家沟村和方家湾村。